# Aleksandra Panova
Aleksandra Aleksandrovna Panova (în rusă Александра Александровна Панова; n. 2 martie 1989, Krasnodar, RSFS Rusă, URSS) este o jucătoare profesionistă de tenis din Rusia. La 30 iulie 2012, ea a ajuns la cea mai bună clasare din carieră la simplu, locul 71 mondial, iar la dublu locul 38 în ianuarie 2016. A câștigat opt titluri la dublu pe circuitul WTA. În circuitul feminin ITF a câștigat două dintre cele 16 titluri de dublu cu sora ei mai mare, Olga Panova⁠(d).